# Bradypterus sylvaticus
Bradypterus sylvaticus là một loài chim trong họ Locustellidae.